# Col de la Faucille

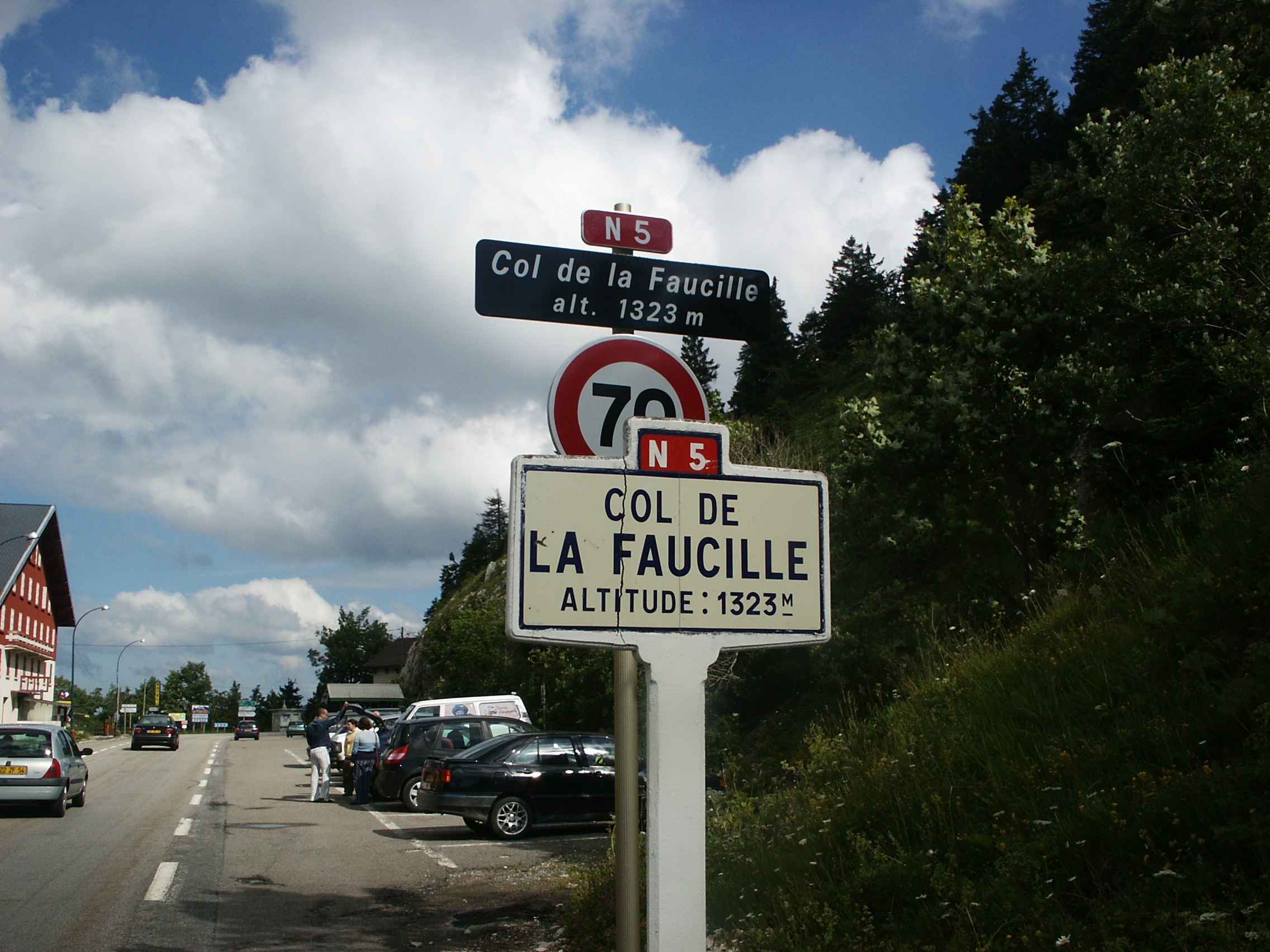

Col de la Faucille är ett högt bergspass i departementet Ain i de franska Jurabergen. Det förbinder staden Gex i Ain med städerna Les Rousses och Saint-Claude i departementet Jura.
Tour de France har besökt denna kategori 2-stigning 41 gånger, första gången 1911 och senast 2004.
Området har blivit populärt som en skidort känd som Mijoux – Col de la Faucille.